# Distoleon aridus
Distoleon aridus är en insektsart som först beskrevs av Fraser 1950.  Distoleon aridus ingår i släktet Distoleon och familjen myrlejonsländor. Inga underarter finns listade i Catalogue of Life.